# Hội Tin học Thành phố Hồ Chí Minh
Hội Tin học Thành phố Hồ Chí Minh là một tổ chức quần chúng tự nguyện của những cá nhân và đơn vị làm công nghệ thông tin (CNTT) trên địa bàn Thành phố Hồ Chí Minh. Hội Tin học Thành phố Hồ Chí Minh là thành viên chuyên môn của Hội Tin Học Việt Nam. Mục đích của hội nhằm tập hợp những đơn vị và những cá nhân hoạt động trong lĩnh vực CNTT trên địa bàn thành phố và các địa phương khác nhằm tăng cường đoàn kết, hợp tác trao đổi thông tin, kinh nghiệm, phổ biến kiến thức, phát triển và xây dựng ngành CNTT, tham gia tích cực vào sự nghiệp công nghiệp hóa và hiện đại hóa đất nước.
- Những đặc điểm chính của đơn vị trong nhiệm kỳ VIII (2024 - 2029): 
+ Ban Chấp hành Hội hiện có 27 thành viên (do Đại hội nhiệm kỳ VIII bầu ra). Ban Thường vụ và Ban Kiểm tra do Ban Chấp hành bầu cử. Thường vụ gồm 09 thành viên: 01 Chủ tịch, 07 Phó Chủ tịch và 01 Tổng Thư ký. Văn phòng Hội là bộ máy giúp việc của Ban Chấp hành, Ban Thường vụ. Tổng Thư ký là người điều hành văn phòng Hội. 
+ Trải qua 35 năm hình thành và phát triển, Hội Tin học Thành phố Hồ Chí Minh (gọi tắt là HCA) đã quy tụ được Hơn 470 Hội viên đơn vị là tổ chức/doanh nghiệp công nghệ phần lớn có quy mô hoạt động toàn quốc, một số có quy mô hoạt động quốc tế (con số này ngày càng tăng). 
+ Ngoài ra, HCA còn là đối tác của hơn 50 tổ chức xúc tiến thương mại, hiệp hội, hội của các quốc gia, vùng lãnh thổ đang hoạt động tại Việt Nam và tại chính quốc gia của họ, với nhiệm vụ là cầu nối triển khai các thông tin, sự kiện, chương trình như kết nối giao thương, hội chợ, hội thảo, kêu gọi đầu tư, xúc tiến thương mại giữa các doanh nghiệp.
Hội thành lập năm 1988 . Trụ sở Hội đặt tại Tòa nhà Liên hiệp các Hội Khoa học và Kỹ thuật TP.HCM, số 224 Điện Biên Phủ, Phường Võ Thị Sáu, Quận 3, Thành phố Hồ Chí Minh.

## Hoạt động
- Tập hợp và đoàn kết các hội viên nhằm trao đổi kinh nghiệm, nâng cao kiến thức, hỗ trợ giúp đỡ nhau trong công tác chuyên môn
- Thực hiện chức năng tư vấn, và phản biện xã hội của một tổ chức Hội về khoa học và công nghệ trong lãnh vực CNTT theo quy định của Nhà nước.
- Tổ chức các hoạt động nhằm phổ biến kiến thức về CNTT.
- Tham gia thực hiện chương trình quốc gia và các chương trình địa phương về CNTT, đưa nhanh việc ứng dụng CNTT vào các hoạt động dịch vụ sản xuất và quản lý, góp phần tích cực vào việc phát triển ngành CNTT ở Thành phố Hồ Chí Minh và cả nước.
- Phối hợp, tham gia công tác đào tạo, bồi dưỡng cán bộ cho ngành CNTT.
- Đại diện và bảo vệ quyền lợi chính đáng, hợp pháp của hội viên, kiến nghị với Nhà nước về những vấn đề thuộc lĩnh vực CNTT.
- Tham gia với các cơ quan chức năng trong việc bảo vệ sở hữu trí tuệ trong lĩnh vực CNTT.
- Được xuất bản các ấn phẩm chuyên ngành CNTT và tổ chức các dịch vụ CNTT theo quy định của nhà nước.